# Камзик (холм)
Камзик (нем. Gemsenberg) — холм к северу от Братиславы, Словакия, высота 439 метров над уровнем моря. Расположен в горах Малые Карпаты, покрыт буковыми лесами. Чуть ниже вершины с 70-х годов стоит телевизионная башня Камзик, заменившая ранее построенную в 1956. В башне находится кафе и ресторан с панорамным видом на все окрестности Братиславы, в хорошую погоду можно увидеть Альпы. Камзик является важным центром туризма, недалеко к западу находится отель, бобслейная трасса, лыжный подъёмник, различные парки отдыха. На Камзике с 1972 года работает кресельная канатная дорога от станции Железна студенка. Под холмом стоит памятник павшим воинам в Австро-прусско-итальянской войне 1866 года и памятник победы над турками в Венской битве 1683.
На Камзик можно попасть посредством общественного транспорта или автомобилем до остановки Колиба, а затем пешком или автобусом до канатной дороги, по которой можно подняться непосредственно до вершины.
Название, вероятно, происходит от немецкого Gemsenberg — Холм диких коз, из-за городских бродячих коз, прижившихся на склонах холма. В альтернативной интерпретации название происходит от немецкого gahns, обозначавшее руины, под камнями, которые выносили с посадок виноградников. Недалеко расположен район Братиславы Винограды.